# 明斯克省 (波兰)

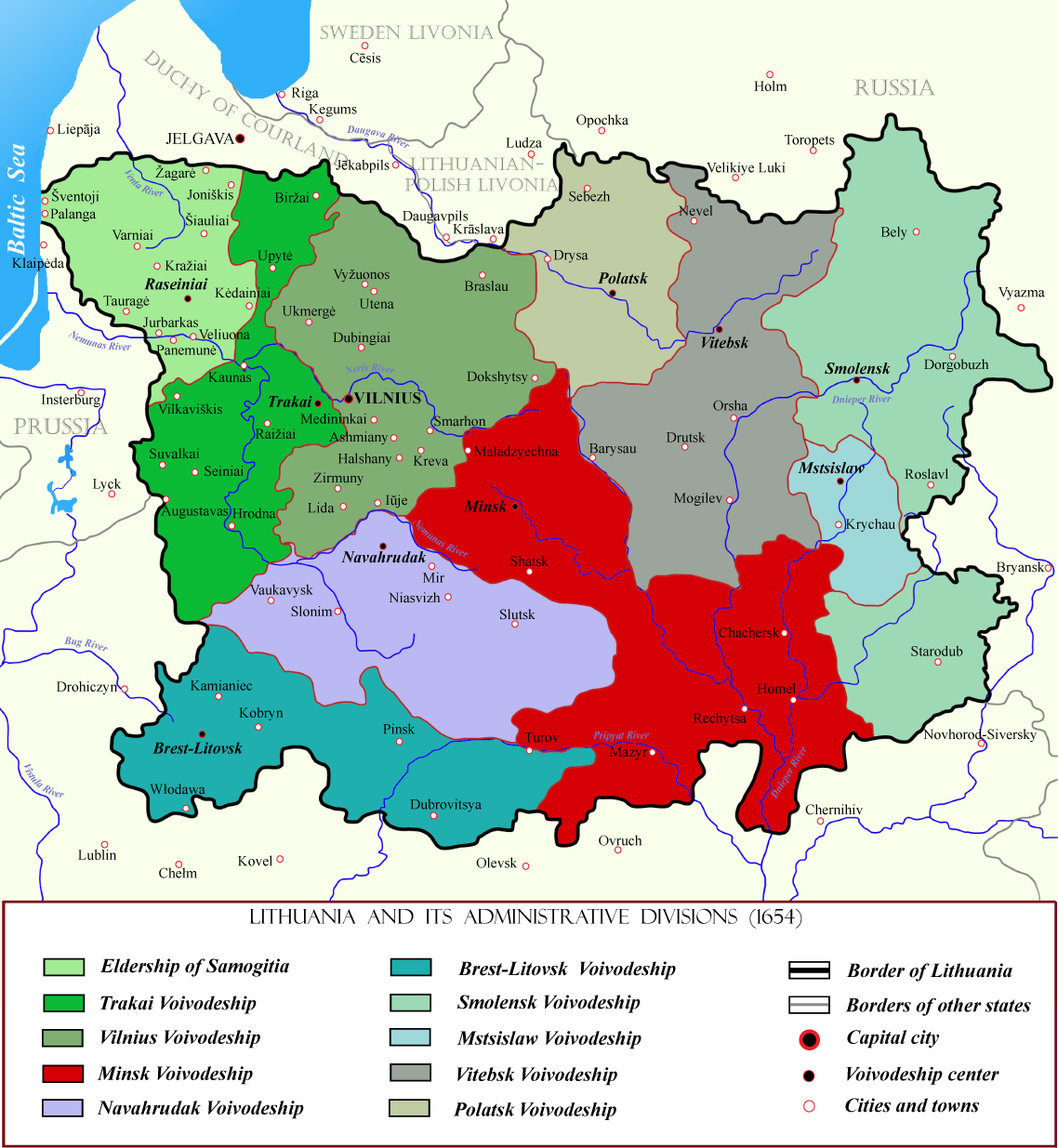
明斯克省在立陶宛大公国的位置

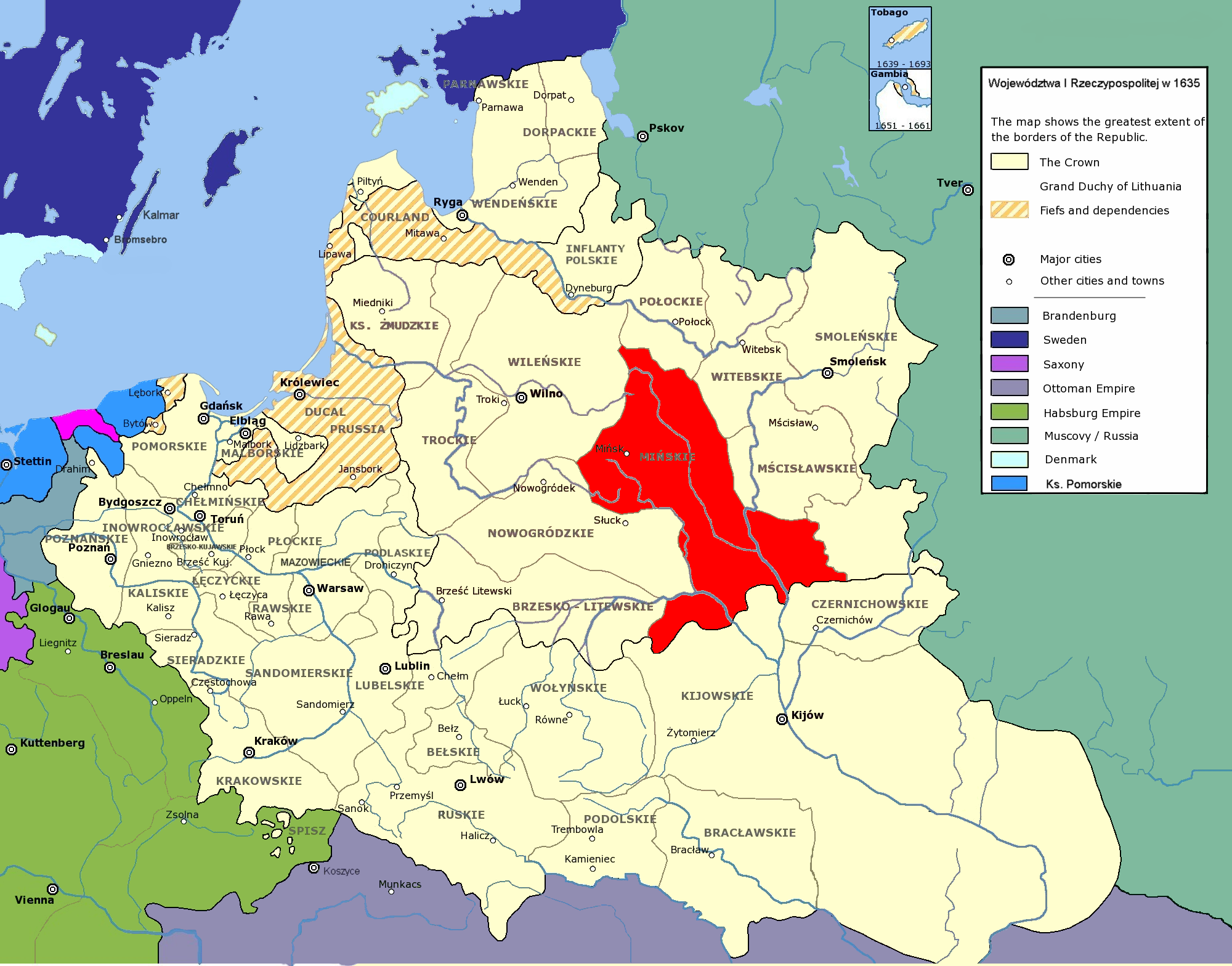
明斯克省在波兰立陶宛联邦的位置

明斯克省（波蘭語：Województwo Mińskie）是一个1413年建立，1795年瓜分波兰时撤销的，先属于立陶宛大公国，后属于波兰立陶宛联邦的行政区划和地方政府。集中于明斯克市周围，由立陶宛大公国统治，该地区延续传统和与以前建立的行政区划的共有的边界。特别是一个独立的公国，明斯克大公国在12世纪被立陶宛吞并。 

## 地理
该省按照别列津纳河和第聂伯河的方向延伸，和与前面的河流的源头一样，和它的河口在该省里面的河流为该省的主要流域。东北部该省与波罗兹克省，维捷布斯克省和马斯梯斯劳省接壤。东部与切尔尼戈夫省接壤（第聂伯河和索日河的两岸分别属于上面的两个省），东南部被斯诺夫河分隔。进一步向南，与基辅省接壤。穿过普里皮亚季河流域该省与布雷斯特-里托夫斯科省（穿过乌波特河）和诺卧格洛德克省接壤（穿过普切迟河）。进一步向北，该省与大公国的首都——维尔纽斯省接壤。

## 历史
自至少1067年起，明斯克为一个半独立公国的首都。立陶宛部落突袭一个一个每年的基础。自12世纪，该地区成为了一个封地。在14世纪，该地区被直接纳入大公国。在1413年，瓦迪斯瓦夫二世命令在这里建省。 然而直到1500年，才划定其边界。在那个时候，明斯克省已被划分为三个县，为首府明斯克，莫济里和莱切查。后者北进一步分为莱切查地区和拉哈戳夫地区。同时，在1441年，明斯克市被卡其米日四世授予城市勋章。他的儿子亚历山大·雅盖隆在1496年延长其特权并给予该城镇马格德堡权力。自从那时，整个地区分享其首府的命运。在1773年一个耶稣会学会在明斯克由国民教育委员会成立。

## 政治
所有省份对波兰的政治制度发挥了重要作用，并通过波兰立陶宛联合到达立陶宛。在1569年最终的卢布林联合后，明斯克省在议会获得两个席位。席位依职权被总督和明斯克城主获得。三个省都组织了自己的色姆，每个色姆有权为立陶宛法庭选出两个成员和两个副手。 
3个城市也有权提名当地法院。自1599年起，立陶宛法院页在明斯克举行会议（每三年一次，法院也在维尔纽斯和新格鲁多克举行会议）。法院在那里举办有为所有鲁塞尼亚省份（明斯克，诺卧格洛德克，维捷布斯克，马斯梯斯劳和基辅）送达最高司法权威的作用。在1775年第一次瓜分波兰后，法院放弃了明斯克而在格罗德诺举行会议， 
知名明斯克省长包括巴尔策·斯查温斯基（1631年-1633年），亚历山大·苏施卡（1633年-1638年）和米科瓦耶·萨佩哈（自1638年起）。

## 标志
和其他鲁塞尼亚地区一样，明斯克省用帕共（察斯）徽章签署文件。旗帜为红底大康乃馨。官方制服为一个深红康图施和茹潘。莱切查县使用带着白领的白色茹潘。